# Institut pédagogique des entrepreneurs stratèges
L'Institut pédagogique des entrepreneurs stratèges (IPES) était une école alternative privée hors contrat d'enseignement secondaire, enseignant la philosophie et le théâtre, fondée en décembre 1985 et dissoute en 1993. 

## Création
L'IPES est créé en 1988 par Fay Chemli, professeur de philosophie qui s'installe à Andrésy (Yvelines) avec un groupe d'anciens élèves.
En septembre 1988, l'établissement investir le château d'Avernes (Val-d'Oise)  jusqu'à sa fermeture en 1993.

### Programmes
Cet établissement avait pour vocation d'aider les enfants en échec scolaire en proposant une pédagogie alternative basée sur la philosophie et le théâtre.